# فابین دونگوس
فابین دونگوس (انگلیسی: Fabienne Dongus؛ زادهٔ ۱۱ مهٔ ۱۹۹۴) بازیکن فوتبال اهل آلمان است.
از باشگاه‌هایی که در آن بازی کرده‌است می‌توان به باشگاه فوتبال هوفنهایم (زنان) اشاره کرد.
وی همچنین در تیم‌های ملی فوتبال تیم ملی فوتبال زیر 16 سال زنان آلمان، تیم ملی فوتبال زیر 17 سال زنان آلمان، تیم ملی فوتبال زیر 19 سال زنان آلمان و زنان آلمان بازی کرده‌است.